# گناه در وجودت حبس شده و فقط من کلیدش را دارم
گناه در وجودت حبس شده و فقط من کلیدش را دارم (انگلیسی: Your Vice Is a Locked Room and Only I Have the Key) با نام اصلیِ گناه تو، اتاقِ دربسته‌ای است و تنها من کلیدش را دارم (ایتالیایی: Il tuo vizio è una stanza chiusa e solo io ne ho la chiave) یک فیلم جالو به کارگردانی سرجو مارتینو است که در سال ۱۹۷۲ منتشر شد.
در فیلم‌نامهٔ این فیلم، عناصر زیادی از داستانِ «گربه سیاه» اثر ادگار آلن پو دیده می‌شود.

## بازیگران
- ادویژ فنش
- آنیتا استریندبری
- لوئیجی پیستیلی
- ایوان راسیموف
- فرانکو نبیا
- ریکاردو سالوینو
- انریکا بوناکورتی
- دانیلا جوردانو
- نرینا مونتانیانی
- کارلا مانچینی
- دالیا دی لاتسارو
- مارکو ماریانی